# Pallers i corts de Casa Tenda
Els Pallers i corts de Casa Tenda és una obra de la Vall de Boí (Alta Ribagorça) protegida com a Bé Cultural d'Interès Local.

## Descripció
Situats a banda i banda del carrer del Raval, i units per un pont amb estructura de fusta, cobert amb lloses de pissarra, ambdós amb la cort i la el paller al pis.
L'edifici del costat sud és de geometria senzilla, cobert a dues aigües, amb un portal d'entrada situat sota el pont i una gran obertura d'accés al paller.
L'edifici del costat nord té un cos principal cobert a dos vessants, amb la porta de la cort al carrer Raval i la porta del paller al carrer de la Muralla. La resta de l'edifici té una coberta de geometria molt complexa que arriba fins al cul de sac de dit carrer, per darrere de Casa Escudé.

## Història
A la llinda de la porta del paller hi ha la "1901".